# Potencial postsinàptic excitatori

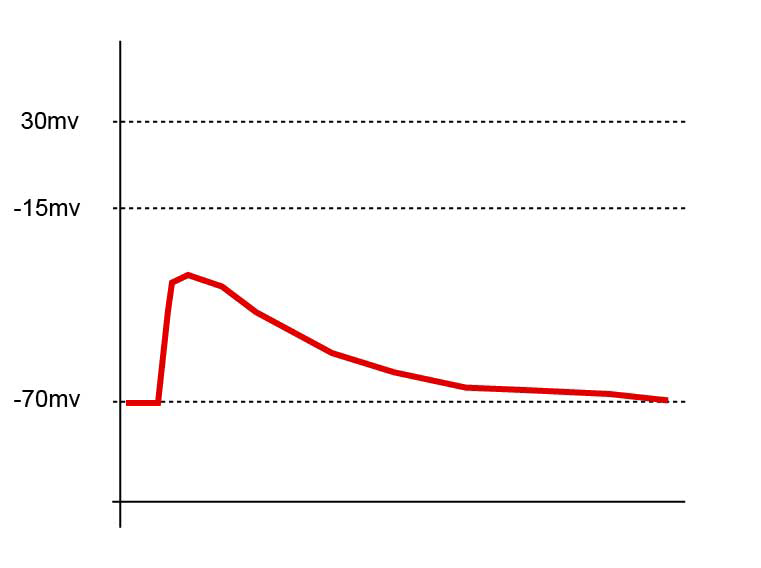
Aquest únic EPSP no despolaritza prou la membrana per generar un potencial d'acció.

En neurociència, un potencial postsinàptic excitatori (amb acrònim anglès EPSP) és un potencial postsinàptic que fa que la neurona postsinàptica tingui més probabilitats de disparar un potencial d'acció. Aquesta despolarització temporal del potencial de membrana postsinàptica, causada pel flux d'ions carregats positivament a la cèl·lula postsinàptica, és el resultat de l'obertura de canals iònics dependents de lligands. Aquests són el contrari dels potencials inhibidors postsinàptics (IPSP), que solen resultar del flux d'ions negatius a la cèl·lula o d'ions positius fora de la cèl·lula. Els EPSP també poden resultar d'una disminució de les càrregues positives sortints, mentre que els IPSP de vegades són causats per un augment de la sortida de càrregues positives. El flux d'ions que provoca una EPSP és un corrent postsinàptic excitatori (EPSC).
Els EPSP, com els IPSP, es classifiquen (és a dir, tenen un efecte additiu). Quan es produeixen múltiples EPSP en un sol pegat de membrana postsinàptica, el seu efecte combinat és la suma de les EPSP individuals. Els EPSP més grans donen lloc a una major despolarització de la membrana i, per tant, augmenten la probabilitat que la cèl·lula postsinàptica arribi al llindar per disparar un potencial d'acció.

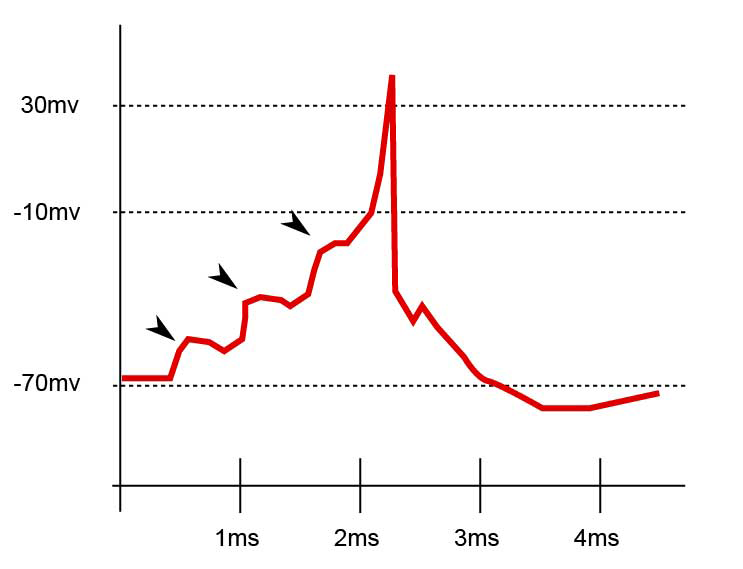
La suma d'aquests tres EPSP genera un potencial d'acció.

Els EPSP a les cèl·lules vives es produeixen químicament. Quan una cèl·lula presinàptica activa allibera neurotransmissors a la sinapsi, alguns d'ells s'uneixen als receptors de la cèl·lula postsinàptica. Molts d'aquests receptors contenen un canal iònic capaç de passar ions carregats positivament dins o fora de la cèl·lula (aquests receptors s'anomenen receptors ionotròpics). A les sinapsis excitatòries, el canal iònic normalment permet l'entrada de sodi a la cèl·lula, generant un corrent postsinàptic excitador. Aquest corrent despolaritzant provoca un augment del potencial de membrana, l'EPSP.

## Molècules excitadores
El neurotransmissor associat amb més freqüència als EPSP és l'aminoàcid glutamat, i és el principal neurotransmissor excitador del sistema nerviós central dels vertebrats. La seva ubiqüitat a les sinapsis excitatòries ha fet que s'anomena neurotransmissor excitador. En alguns invertebrats, el glutamat és el principal transmissor excitador a la unió neuromuscular. A la unió neuromuscular dels vertebrats, els EPP (potencials de la placa final) estan mediats pel neurotransmissor acetilcolina, que (juntament amb el glutamat) és un dels transmissors primaris del sistema nerviós central dels invertebrats. Al mateix temps, GABA és el neurotransmissor més comú associat amb IPSP al cervell. Tanmateix, classificar els neurotransmissors com a tals és tècnicament incorrecte, ja que hi ha diversos altres factors sinàptics que ajuden a determinar els efectes excitatoris o inhibidors d'un neurotransmissor.